# ناحیه کمینسکی (استان سوردلوفسک)
ناحیه کمینسکی (روسی: Каменский район)— ناحیه‌ای‌است در روسیه، که در زیرمجموعه استان سوردلوفسک اداره می‌شود.